# Суджуна
Суджуна (груз. სუჯუნა) — село в Грузії.
За даними перепису населення 2014 року в селі проживає 1117 осіб.